# Sowiecka okupacja Besarabii i północnej Bukowiny

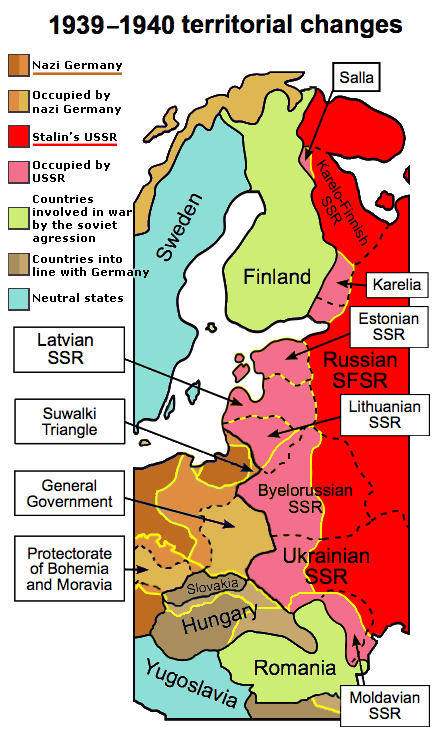
Niemieckie i sowieckie zdobycze terytorialne w Europie w latach 1939–1941. Na południu Besarabia i północna Bukowina, zaznaczone kolorem różowym

Sowiecka okupacja Besarabii i północnej Bukowiny – okupacja wojenna części terytorium Królestwa Rumunii przez Armię Czerwoną i cywilne władze państwowe Związku Sowieckiego trwająca od 28 czerwca do 4 lipca 1940 roku w wyniku zbrojnej aneksji dokonanej po ultimatum, które Związek Sowiecki przedłożył Rumunii 26 czerwca 1940 roku, grożąc użyciem siły w przypadku nieoddania żądanych terytoriów. Besarabia była częścią Rumunii od czasu rosyjskiej wojny domowej, a Bukowina od rozpadu Austro-Węgier, zaś Herca była dzielnicą rumuńskiego Starego Państwa. Regiony te, o łącznej powierzchni 50 762 km² i populacji 3 776 309 mieszkańców, zostały realnie wcielone do Związku Sowieckiego. 26 października 1940 roku Armia Czerwona zajęła również sześć wysp rumuńskich na rzece Kilia, odnodze Dunaju, o powierzchni 23,75 km2.
Władze sowieckie, spodziewając się odrzucenia ultimatum, planowały przedłużyć aneksję terenów przygranicznych o pełną inwazję na całe terytorium Rumunii, lecz rząd rumuński zgodził się wycofać ze spornych terytoriów, aby uniknąć konfliktu zbrojnego. Użycie siły zbrojnej zostało uznane za nielegalne w świetle Konwencji o określeniu napaści z 3 lipca 1933 roku, ale z międzynarodowego punktu widzenia nowy status terytoriów anektowanych został ostatecznie oparty na formalnej umowie, w której Rumunia wyraziła zgodę na retrocesję Besarabii i cesję północnej Bukowiny. Jednak, jako niewspomnianą w ultimatum, na aneksję dystryktu Herca Rumunia nie wyraziła zgody; to samo dotyczy późniejszej sowieckiej okupacji wysp na Dunaju. Nazistowskie Niemcy, które potwierdziły zainteresowanie Sowietów Besarabią tajnym protokołem do paktu Ribbentrop-Mołotow z 23 sierpnia 1939 roku, zostały powiadomione o planowanym ultimatum wobec Rumunii już 24 czerwca, lecz nie poinformowały władz rumuńskich i były gotowe udzielić Sowietom wsparcia . Upadek Francji, gwaranta nienaruszalności granic Rumunii, uznawany jest za ważny czynnik w podjęciu ostatecznej sowieckiej decyzji o wystawieniu ultimatum.
2 sierpnia 1940 roku Mołdawska Socjalistyczna Republika Sowiecka została ogłoszona republiką związkową ZSRS, obejmującą większość Besarabii i część Mołdawskiej Autonomicznej Socjalistycznej Republiki Sowieckiej, autonomicznej republiki istniejącej w ramach Ukraińskiej Socjalistycznej Republiki Sowieckiej na lewym brzegu Dniestru od 1923 roku (obecnie jest to terytorium separatystycznej Republiki Naddniestrzańskiej). Region Herca oraz tereny zamieszkane przez większość słowiańską (północna Bukowina, północna i południowa Besarabia) zostały włączone do sowieckiej Ukrainy. Rozpoczął się okres prześladowań politycznych, w tym aresztowań, egzekucji i deportacji do obozów pracy, który trwał przez całą obecność sowieckiej administracji na tych obszarach.
W lipcu 1941 roku wojska rumuńskie i niemieckie zajęły Besarabię, północną Bukowinę i region Herca podczas inwazji państw Osi na Związek Radziecki. Utworzono rumuńską administrację wojskową, a ludność żydowską regionu rozstrzelano na miejscu lub deportowano do Naddniestrza, gdzie zginęło wielu z nich. W sierpniu 1944 roku, podczas radzieckiej operacji jasko-kiszyniowskiej, załamały się pozycje wojsk Osi na froncie wschodnim. Zamach stanu króla Michała w dniu 23 sierpnia 1944 roku spowodował, że armia rumuńska przestała stawiać opór sowieckiej ofensywie i przyłączyła się do walki z Niemcami. Siły radzieckie przedarły się z Besarabii do Rumunii, schwytały większość żołnierzy jej stałej armii jako jeńców wojennych i zajęły kraj. 12 września 1944 roku Rumunia podpisała z aliantami rozejm moskiewski. Zawieszenie broni i późniejszy traktat pokojowy z 1947 roku potwierdziły granicę radziecko-rumuńską z 1 stycznia 1941 roku.
Besarabia, północna Bukowina i Herca pozostały częścią Związku Sowieckiego do jego rozpadu w 1991 roku, kiedy to stały się częścią nowo powstałych, niepodległych państw: Mołdawii i Ukrainy. W swojej deklaracji niepodległości z 27 sierpnia 1991 roku Mołdawia potępiła utworzenie przemocą Mołdawskiej Socjalistycznej Republiki Sowieckiej i oświadczyła, że aneksja nie miała podstaw prawnych.

## Geneza
Besarabia jako region historyczny była wschodnią częścią Hospodarstwa Mołdawskiego. W 1812 roku, na mocy Traktatu w Bukareszcie, region został scedowany na Imperium Rosyjskie przez Imperium Osmańskie, którego Mołdawia była lennem.

### Stosunki radziecko-rumuńskie w XX-leciu międzywojennym

Mapa Królestwa Rumunii w międzywojniu (1920–1940), tzw. Wielka Rumunia (rum. România Mare). Był to okres największego rozrostu terytorialnego w historii Rumunii

Kwestia besarabska miała charakter zarówno polityczny, jak i narodowy. Według spisu powszechnego z 1897 roku ludność Besarabii, ówczesnej guberni Imperium Rosyjskiego, składała się w 47,6% z Mołdawian/Rumunów, w 19,6% z Ukraińców, w 11,8% z Żydów, w 8% z Rosjan, w 5,3% z Bułgarów, w 3,1% z Niemców i w 2,9% z Gagauzów. Liczby te wskazują na silny spadek odsetka ludności rumuńskojęzycznej w porównaniu ze spisem powszechnym z 1817 roku, który został przeprowadzony wkrótce po aneksji Besarabii przez carską Rosję w 1812 roku, w którym to Mołdawianie/Rumuni stanowili 86% populacji . Spadek odnotowany w spisie ludności z 1897 roku był spowodowany carską polityką osadnictwa ludności rdzennie rosyjskiej i przymusowej rusyfikacji niesłowiańskich narodów Besarabii.
Podczas rewolucji lutowej 1917 roku w Rosji w Besarabii utworzono Radę Kraju, która miała zarządzać autonomiczną prowincją. Rada Kraju (rum. Sfatul Țării), zapoczątkowała kilka reform narodowościowych i społecznych, a 2 grudnia?/15 grudnia 1917 roku ogłosiła powstanie Mołdawskiej Republiki Demokratycznej jako autonomicznej republiki w ramach Rosyjskiej Federacyjnej Republiki Demokratycznej.
Powstał także Rumczerod, rywalizująca o władzę rada lojalna wobec Piotrogrodzkiej Rady Delegatów Robotniczych i Żołnierskich, która pod koniec grudnia przejęła kontrolę nad stolicą kraju, Kiszyniowem, i ogłosiła się wyłączną władzą nad całą Besarabią. Za zgodą Ententy i – zgodnie z historiografią rumuńską – na wniosek Rady Kraju wojska rumuńskie wkroczyły do Besarabii na początku stycznia i do lutego wyparły Sowietów za Dniestr. Pomimo późniejszych deklaracji rumuńskiego premiera, że okupacja wojskowa została wprowadzona na prośbę rządu Besarabii, interwencja spotkała się z protestem i czynnym oporem części mieszkańców, a zamiar włączenia Besarabii do Rumunii był źle oceniany przez Iona Inculeța, przewodniczącego Rady Kraju oraz Pantelimona Erhana, szefa tymczasowej władzy wykonawczej Mołdawii. Kierownictwo polityczne upoważniło nawet źle zorganizowaną mołdawską milicję do przeciwstawienia się rumuńskiemu natarciu, choć z niewielkim sukcesem. W wyniku interwencji Rosja Sowiecka zerwała stosunki dyplomatyczne z Rumunią i skonfiskowała rumuński skarb, który był przechowywany w Moskwie. Aby uspokoić sytuację, przedstawiciele Ententy w Jassach dali gwarancję, że obecność armii rumuńskiej jest jedynie tymczasowym środkiem militarnym dla stabilizacji frontu, bez dalszego wpływu na życie polityczne regionu.
W styczniu 1918 roku Ukraińska Republika Ludowa ogłosiła niepodległość od Rosji, co spowodowało fizyczną izolację Besarabii od Rady Piotrogrodzkiej i doprowadziło do ogłoszenia niepodległości Republiki Mołdawskiej 23 stycznia?/5 lutego 1918 roku. Niektórzy historycy uważają, że deklaracja została ogłoszona pod presją Rumunii. W następstwie sowieckich protestów, 20 lutego?/5 marca 1918 roku rumuński premier, gen. Alexandru Averescu, podpisał traktat z przedstawicielem sowieckim w Odessie, Christianem Rakowskim, który przewidywał wycofanie wojsk rumuńskich z Besarabii w ciągu dwóch miesięcy w zamian za repatriację rumuńskich jeńców wojennych przetrzymywanych przez Rumczerod. Po tym, jak rosyjska Biała Armia zmusiła bolszewików do wycofania się z Odessy, a Cesarstwo Niemieckie zgodziło się na rumuńską aneksję Besarabii w tajnym porozumieniu do Traktatu w Bukareszcie z 5 marca?/18 marca 1918 roku, rumuńska dyplomacja odrzuciła traktat twierdząc, że Sowieci nie będą w stanie wypełnić swoich zobowiązań.
27 marca?/9 kwietnia 1918 roku Rada Kraju zagłosowała za unią Besarabii i Rumunii, pod warunkiem przeprowadzenia reformy rolnej. Za połączeniem z Rumunią oddano 86 głosów, 3 głosy przeciw, wstrzymało się 36 posłów, a 13 było nieobecnych. Głosowanie jest uważane za kontrowersyjne przez część historyków, w tym rumuńskich, takich jak Cristina Petrescu i Sorin Alexandrescu. Według historyka Charlesa Kinga, rumuńskie wojska były już wtedy w Kiszyniowie, rumuńskie samoloty krążyły nad budynkiem Rady, a premier Rumunii czekał w holu; wielu posłów mniejszości narodowych po prostu nie głosowało. 18 kwietnia sowiecki komisarz spraw zagranicznych Gieorgij Cziczerin wysłał notę protestacyjną przeciwko włączeniu Besarabii do Rumunii.
W sierpniu 1916 roku Ententa i neutralna jeszcze Rumunia podpisały tajną konwencję, która przewidywała, że Rumunia przyłączy się do wojny z Państwami centralnymi w zamian za kilka obszarów oderwanych od Austro-Węgier, takich jak Bukowina. Pod koniec I wojny światowej w prowincji zaczęły pojawiać się ruchy narodowe Rumunów i Ukraińców, lecz miały one sprzeczne cele, gdyż każdy dążył do zjednoczenia prowincji z ich państwem narodowym. W ten sposób 25 października 1918 roku Ukraiński Komitet Narodowy, zdobywając przewagę w Czerniowcach, ogłosił północną Bukowinę, zamieszkałą przez większość ukraińską, częścią Zachodnioukraińskiej Republiki Ludowej. 27 października Rumuni poszli w ich ślady, ogłaszając zjednoczenie całego regionu z Rumunią i wzywając wojska rumuńskie do działania. Rumuńska interwencja szybko uczyniła z Rumunów w Bukowinie dominującą siłę, a 28 listopada Kongres Rumunów, Niemców i Polaków zagłosował za zjednoczeniem z Rumunią. Przedstawiciele ludności ukraińskiej i żydowskiej zbojkotowali Kongres, a walka pomiędzy frakcjami etnicznymi trwała kolejnych kilka miesięcy.
Podczas rosyjskiej wojny domowej, sowieckie rządy Ukrainy i Rosji, obserwujące uważnie wydarzenia w Besarabii mające miejsce podczas rumuńskiej okupacji, wystosowały 1 maja 1919 roku wspólne ultimatum do rządu Rumunii o wycofanie jej wojsk z Besarabii, a następnego dnia Christian Rakowski, przewodniczący rządu sowieckiej Ukrainy, wystosował kolejne ultimatum w sprawie wycofania wojsk rumuńskich również z Bukowiny. Wskutek braku odpowiedzi ze strony rumuńskiej, Armia Czerwona – która w marcu-kwietniu 1919 roku odzyskała region czarnomorski z Mikołajowem i Odessą – wkroczyła do Besarabii i zepchnęła Rumunów za Dniestr, po czym proklamowano Besarabską Socjalistyczną Republikę Sowiecką. Ultimatum pojawiło się również w kontekście bolszewickiej Węgierskiej Republiki Rad, gdzie Sowieci mieli nadzieję zapobiec rumuńskiej interwencji, która przywróciłaby demokratyczne władze na Węgrzech. Dalsze działania wojsk sowieckich uniemożliwił jednak wybuch buntu atamana Hryhorjewa. Bolszewicka Rosja kontynuowała politykę nieuznawania suwerenności Rumunii nad Besarabią, którą uważała za terytorium okupowane przez Rumunię aż do 1940 roku.
Podczas negocjacji przed protokołem besarabskim przedstawiciel Stanów Zjednoczonych poprosił o przeprowadzenie plebiscytu w Besarabii w celu zadecydowania o jej przyszłości przez samych mieszkańców, lecz propozycję tę odrzucił szef rumuńskiej delegacji Ion I.C. Brătianu, zgłaszając zastrzeżenie, że takie rozwiązanie pozwoliłoby na łatwą dystrybucję propagandy bolszewickiej w Besarabii i Rumunii. Plebiscytu zażądali również Biali Rosjanie na Konferencji Pokojowej, ale pomysł ponownie został odrzucony. Sowieci nadal domagali się plebiscytu przez całą następną dekadę i za każdym razem otrzymywali odmowę rumuńskiego rządu.
Suwerenność Rumunii nad Besarabią została de jure uznana przez Wielką Brytanię, Francję, Włochy i Japonię w protokole besarabskim podpisanym 28 października 1920 roku Sowiecka Rosja i Ukraina niezwłocznie powiadomiły Rumunię, że nie uznają traktatu i nie czują się nim związani. Ostatecznie Japonia nie ratyfikowała traktatu i dlatego nigdy nie wszedł on w życie, pozostawiając Rumunię bez ważnego międzynarodowego aktu uzasadniającego posiadanie Besarabii. Stany Zjednoczone odmówiły dyskusji o zmianach terytorialnych w granicach byłego Imperium Rosyjskiego bez udziału rządu białych. W związku z tym odmówiły także uznania przyłączenia Besarabii do Rumunii i, w przeciwieństwie do swojego stanowiska uznającego niepodległość państw bałtyckich, nalegały na status Besarabii jako terytorium pod rumuńską okupacją wojskową.
W 1924 roku, po upadku powstania tatarbunarskiego, rząd sowiecki utworzył na lewym brzegu Dniestru w granicach Ukraińskiej SRR Mołdawską Autonomiczną Socjalistyczną Republikę Sowiecką. Rząd rumuński uznał to za zagrożenie i możliwy przyczółek dla komunistycznej inwazji na Rumunię. 27 sierpnia 1928 roku Rumunia i Związek Sowiecki podpisały i ratyfikowały Pakt Brianda-Kellogga, wyrzekając się wojny jako instrumentu polityki zagranicznej. 9 lutego 1929 roku. ZSRS podpisał dodatkowy protokół z zachodnimi sąsiadami: Estonią, Łotwą, Polską i Rumunią, potwierdzający przestrzeganie warunków Paktu również wobec nich. Podpisując Pakt, strony zgodziły się potępić wojnę jako sposób rozwiązania konfliktów, wyrzec się jej jako narzędzia polityki zagranicznej i zgodzić się, że wszystkie konflikty i spory będą prowadzone wyłącznie pokojowymi środkami. W tamtym czasie sowiecki ambasador Maksim Litwinow wyjaśniał, że ani pakt, ani protokół nie oznaczają zrzeczenia się sowieckich praw do „terytoriów okupowanych przez Rumunów”. 3 lipca 1933 roku Rumunia i ZSRS zostały sygnatariuszami londyńskiej Konwencji o określeniu napaści, której Artykuł II określa kilka form agresji:

(...) będzie uznane za napastnika to państwo, które pierwsze popełni jeden z następujących czynów: 1) Wypowiedzenie wojny innemu państwu; 2) Napad przy pomocy swych sił zbrojnych na terytorium innego państwa, nawet bez wypowiedzenia wojny; 3) Zaatakowanie przy pomocy swych sił lądowych, morskich lub powietrznych, terytorium, okrętów lub samolotów innego państwa, nawet bez wypowiedzenia wojny; 4) Blokada morska wybrzeża lub portów innego państwa; 5) Poparcie użyczone bandom uzbrojonym, które, zorganizowawszy się na jego terytorium, dokonają najazdu na terytorjum innego Państwa, jak również odmowa, pomimo żądania państwa najechanego, poczynienia na swem własnem terytorium, wszystkich, będących w jego mocy zarządzeń, w celu pozbawienia powyższych band wszelkiej pomocy lub opieki. Żadne względy natury politycznej, wojskowej, gospodarczej lub innej nie mogą służyć do uniewinnienia lub usprawiedliwienia napaści przewidzianej w artykule II

W styczniu 1932 roku w Rydze i we wrześniu 1932 roku w Genewie odbyły się negocjacje sowiecko-rumuńskie jako wstęp do traktatu o nieagresji, a 9 czerwca 1934 roku nawiązano stosunki dyplomatyczne pomiędzy oboma krajami. 21 lipca 1936 roku Litwinow i Nicolae Titulescu, sowiecki i rumuński minister spraw zagranicznych, uzgodnili projekt Paktu o wzajemnej pomocy. Było to niekiedy interpretowane jako traktat o nieagresji, który de facto uznawał istniejącą granicę radziecko-rumuńską. Protokół przewidywał, że wszelkie wspólne działania rumuńsko-sowieckie powinny być wcześniej zatwierdzone przez Francję. Negocjując z Sowietami porozumienie, Titulescu był bardzo mocno skrytykowany przez rumuńską skrajną prawicę. Protokół miał zostać podpisany we wrześniu 1936 roku, ale Titulescu został odwołany ze stanowiska miesiąc wcześniej, co doprowadziło stronę sowiecką do uznania umowy za nieważną. Następnie nie podjęto już dalszych prób osiągnięcia politycznego porozumienia pomiędzy Rumunią a ZSRS. Co więcej, do 1937 roku Litwinow i prasa sowiecka wskrzesiły uśpione roszczenia wobec Besarabii.

### Pakt Mołotow – Ribbentrop i jego następstwa

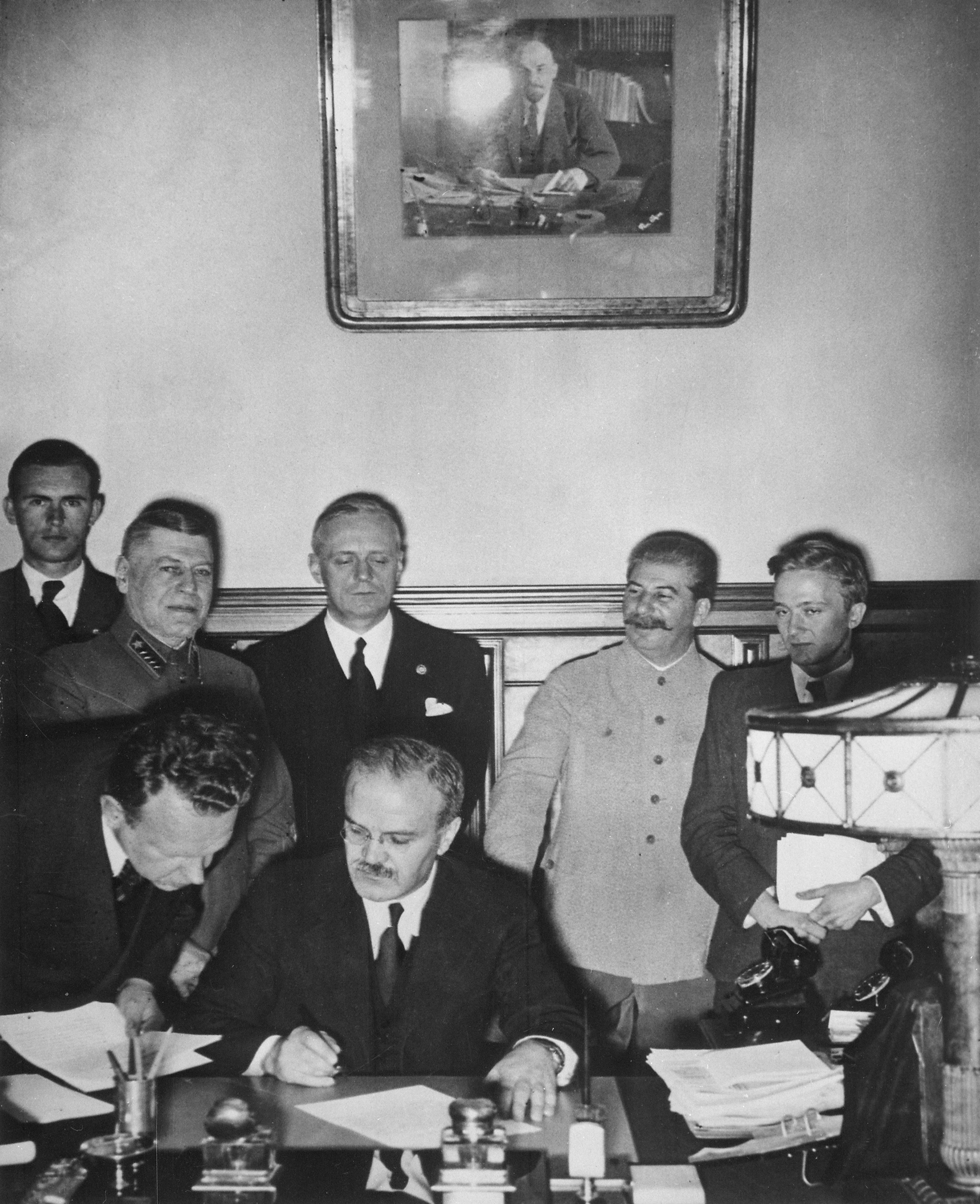
Sowiecki minister spraw zagranicznych Wiaczesław Mołotow podpisuje Pakt Ribbentrop-Mołotow. Za nim (po lewej) niemiecki minister spraw zagranicznych Joachim von Ribbentrop i radziecki premier Józef Stalin

23 sierpnia 1939 roku Związek Sowiecki i nazistowskie Niemcy podpisały Pakt Ribbentrop-Mołotow, traktat o nieagresji, zawierający dodatkowy tajny protokół z mapami, na których wytyczono linię demarkacyjną dzielącą całą Europę Wschodnią na niemiecką i sowiecką strefę wpływów. Besarabia należała do regionów, które Pakt przypisał Sowietom. Artykuł III tajnego protokołu stwierdza:

Jeżeli chodzi o południowy wschód Europy, to ze strony sowieckiej podkreśla się zainteresowanie Besarabią. Ze strony Niemiec stwierdza się zupełne desinteressment odnośnie do tego terytorium

29 marca 1940 roku Mołotow oświadczył na szóstej sesji Rady Najwyższej ZSRS:

Nie mamy paktu o nieagresji z Rumunią. Wynika to z istnienia nierozwiązanej sprawy Besarabii, której zajęcia Związek Sowiecki nigdy nie uznał, chociaż nigdy nie podniósł kwestii zwrotu jej środkami wojskowymi

Oświadczenie to było postrzegane jako zagrożenie dla Rumunii.

### Kontekst międzynarodowy

Animacja zmian sytuacji politycznej w Europie w czasie II wojny światowej

Zapewnione Paktem Ribbentrop-Mołotow o sowieckiej nieingerencji, hitlerowskie Niemcy rozpoczęły II wojnę światową tydzień po jego podpisaniu, najeżdżając Polskę od zachodu, północy i południa 1 września 1939 roku Związek Sowiecki zaatakował Polskę od wschodu 17 września; do 6 października Polska upadła. Premier Rumunii Armand Călinescu, zdecydowany zwolennik Polski w jej wojnie z Niemcami, został zamordowany 21 września przez oddziały skrajnie prawicowej Żelaznej Gwardii przy wsparciu niemieckich nazistów. Rumunia pozostała formalnie neutralna w konflikcie polsko-niemieckim, ale pomogła Polakom, zapewniając dostęp do alianckich dostaw wojskowych z Morza Czarnego do polskiej granicy, a także drogę do wycofania się polskiego rządu i armii po ich klęsce. Polski rząd wolał również formalnie neutralną Rumunię, aby zapewnić bezpieczeństwo dostaw przewożonych przez terytorium rumuńskie przed niemieckimi bombardowaniami (patrz: przedmoście rumuńskie).
2 czerwca 1940 roku Niemcy poinformowały rumuński rząd, że w celu uzyskania gwarancji terytorialnych Rumunia powinna rozważyć negocjacje ze Związkiem Sowieckim.
Pomiędzy 14 a 17 czerwca 1940 roku ZSRS wystosował ultimatum do Litwy, Estonii i Łotwy, a gdy ultimata zostały spełnione, wykorzystał bazy eksterytorialne Armii Czerwonej do zajęcia i okupacji tych terytoriów, następnie wchłoniętych do Związku Sowieckiego jako trzy nowe republiki związkowe.
Upadek Francji 22 czerwca i odwrót Brytyjczyków z kontynentu sprawiły, że zapewnianie aliantów zachodnich o pomocy dla Rumunii straciło sens.

## Przebieg wydarzeń politycznych i wojskowych

### Sowieckie przygotowania
Na mocy dyrektyw OV/583 i OV/584 Ludowego Komisariatu Obrony, jednostki wojskowe Odeskiego Okręgu Wojskowego zostały podniesione w stan gotowości bojowej wiosną 1940 roku. Od 15 kwietnia do czerwca wzdłuż granicy rumuńskiej skoncentrowano siły Armii Czerwonej. 10 stycznia 1940 roku w celu skoordynowania wysiłków Kijowskiego i Odeskiego Okręgu Wojskowego w przygotowaniach do działań przeciwko Rumunii, wojska sowieckie utworzyły Front Południowy pod dowództwem gen. Gieorgija Żukowa, składający się z 5, 9 i 12 Armii. Front Południowy miał 32 dywizje piechoty, 2 dywizje piechoty zmotoryzowanej, 6 dywizji kawalerii, 11 brygad pancernych, 3 brygady powietrznodesantowe, 30 pułków artylerii i mniejsze jednostki pomocnicze.
25 czerwca Front Południowy otrzymał dyrektywę:

1. Wojsko i klika burżuazyjno-kapitalistyczna Rumunii, przygotowując prowokacyjne akty przeciwko ZSRS, skoncentrowane na granicach ZSRS, zwiększyły posterunki graniczne do 100 osób, zwiększyły liczbę komand wysłanych do pilnowania granicy i wymuszają przyspieszone tempo budowania obiektów obronnych na swojej granicy i na bliskim zapleczu.
2. Dowódca Frontu Południowego postawił wojskom Okręgu Południowego za zadanie: a) usuwanie min, przejmowanie i utrzymywanie mostów na rzekach przygranicznych; b) stanowczo bronić granic państwowych na froncie 12 Armii, gdzie będą działać oddziały Robotniczo-Chłopskiej Armii Czerwonej; c) zapewnienie przewodników terenowych Robotniczo-Chłopskiej Armii Czerwonej; d) oczyszczenie zaplecza 12 Armii z ewentualnych oddziałów wroga w pasie granicznym Rumunii.

Opracowano dwa plany działania. Pierwszy był przygotowany na wypadek, gdyby Rumunia nie zgodziła się na oddanie Besarabii i Bukowiny. Radziecka 12 Armia miała uderzyć na południe wzdłuż rzeki Prut w kierunku Jass, podczas gdy 9 Armia miała uderzyć na zachód, na południe od Kiszyniowa, w kierunku Huși. Celem planu było otoczenie wojsk rumuńskich w rejonie Bielce–Jassy.
Drugi plan uwzględniał możliwość, że Rumunia zgodzi się na sowieckie żądania i ewakuuje swoje siły zbrojne. W takiej sytuacji wojska sowieckie otrzymały misję szybkiego dotarcia do rzeki Prut i nadzorowania ewakuacji wojsk rumuńskich. Pierwszy plan został przyjęty jako domyślny kierunek działania. Wzdłuż odcinków granicy, na których planowano ofensywę, Sowieci zapewnili sobie co najmniej potrójną przewagę liczebną w ludziach i sprzęcie.

### Sowieckie ultimatum
26 czerwca 1940 roku o godzinie 22:00 sowiecki komisarz ludowy Wiaczesław Mołotow przedstawił rumuńskiemu pełnomocnikowi ministra spraw zagranicznych w Moskwie Gheorghe Davidescu ultimatum, w którym Związek Sowiecki zażądał ewakuacji rumuńskiej administracji wojskowej i cywilnej z Besarabii i północnej Bukowiny. Sowieci podkreślali pilność tych żądań: „Teraz, gdy militarna słabość ZSRS to już przeszłość, a stworzona sytuacja międzynarodowa wymaga szybkiego rozwiązania kwestii odziedziczonych po przeszłości, aby ustalić podstawę trwałego pokoju między krajami…” . Minister spraw zagranicznych Niemiec Joachim von Ribbentrop został poinformowany przez Sowietów o zamiarze wysłania do Rumunii ultimatum w sprawie Besarabii i Bukowiny w dniu 24 czerwca 1940 roku. W trakcie późniejszej koordynacji dyplomatycznej Ribbentrop wyraził głównie zaniepokojenie losem etnicznych Niemców w obu prowincjach i twierdził, że liczebność ludności niemieckiej w Besarabii wynosi 100 000, a żądania sowieckie wobec Bukowiny są nowe. Wskazał również na to, że Niemcy mają żywotne interesy gospodarcze w pozostałej części Rumunii .

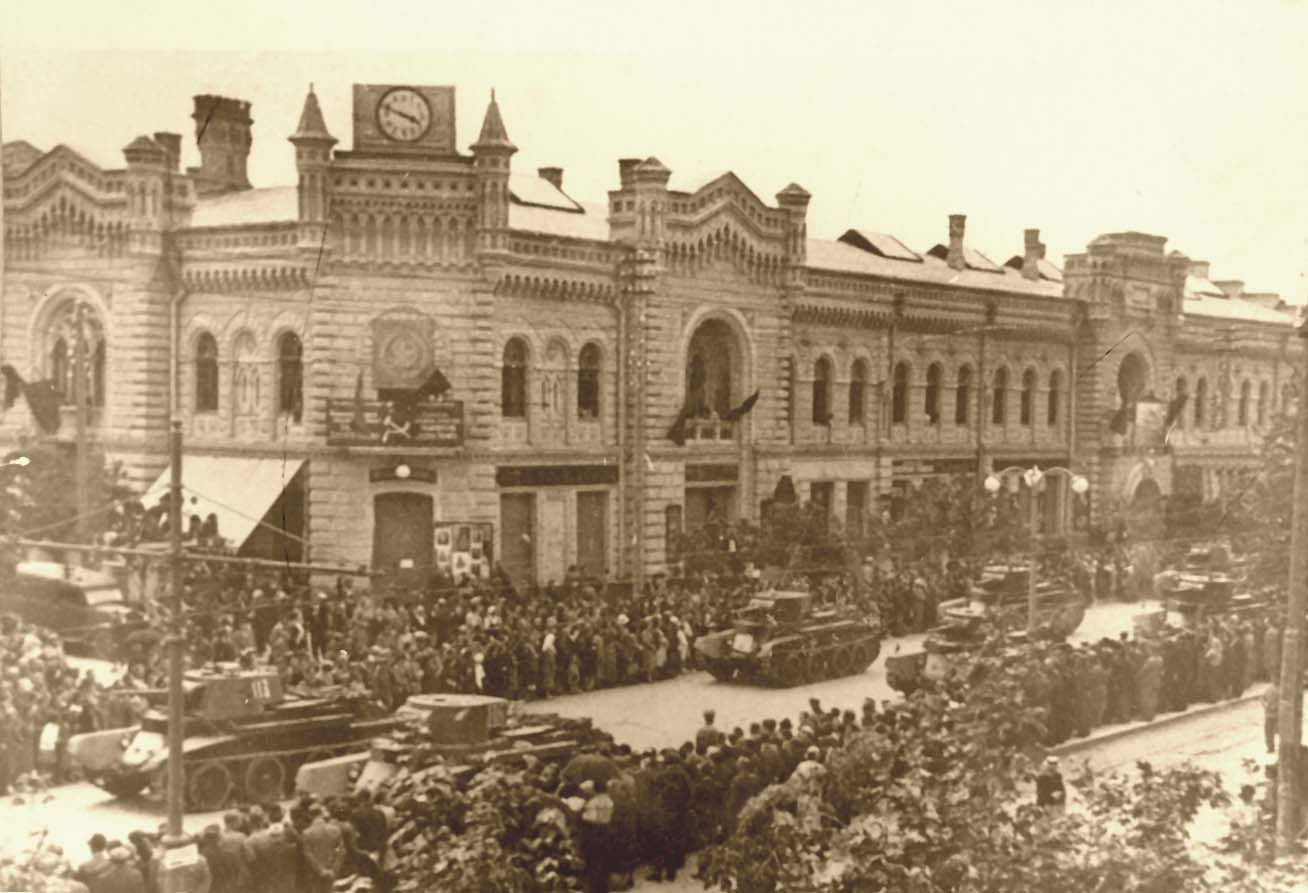
Wojska sowieckie w centrum Kiszyniowa, 4 lipca 1940 roku

W tekście ultimatum przesłanego do Rumunii 26 czerwca 1940 roku błędnie stwierdzono, że Besarabia jest zamieszkana głównie przez Ukraińców: „[...] wielowiekowy związek Besarabii, zamieszkanej głównie przez Ukraińców, z Ukraińską Republiką Sowiecką”. Rząd ZSRS zażądał północnej części Bukowiny jako „drobnego zadośćuczynienia za olbrzymie straty poniesione przez ludność Związku Sowieckiego i Besarabii przez 22 lata panowania Rumunii nad Besarabią” i ponieważ jej „los jest związany głównie z sowiecką Ukrainą przez sprzężenie jej losów historycznych oraz wspólnotę językową i etniczną”. Północna Bukowina miała pewne historyczne powiązania z Małopolską Wschodnią, zaanektowaną przez Związek Sowiecki w 1939 roku w ramach jej inwazji na Polskę, w tym sensie, że obie te krainy były częścią Austro-Węgier od drugiej połowy XVIII wieku do 1918 roku. Północna Bukowina była zamieszkana przez zwartą populację ukraińską, która przewyższała liczebnie Rumunów, lecz Besarabia była uważana za obszar zamieszkiwany w większości przez ludność rumuńską, mimo że większość populacji przyjęła nową tożsamość „mołdawską”.
Rankiem 27 czerwca rozpoczęła się mobilizacja wojsk rumuńskich. We wczesnych godzinach porannych 27 czerwca, król Karol II Rumuński spotkał się ze swoim premierem Gheorghe Tătărescu i ministrem spraw zagranicznych Ionem Gigurtu oraz wezwał ambasadorów Włoch i Niemiec. Karol II wyraził chęć przeciwstawienia się Związkowi Sowieckiemu i poprosił ich kraje o wpłynięcie na Węgry oraz Bułgarię w nadziei, że te nie wypowiedzą wojny Rumunii i nie będą dążyły do odzyskania Siedmiogródu i południowej Dobrudży (patrz: traktat w Trianon i traktat w Neuilly-sur-Seine). Stwierdzając, że „w imię pokoju” przystaną na sowieckie żądania, ambasadorowie wezwali króla do ustąpienia.

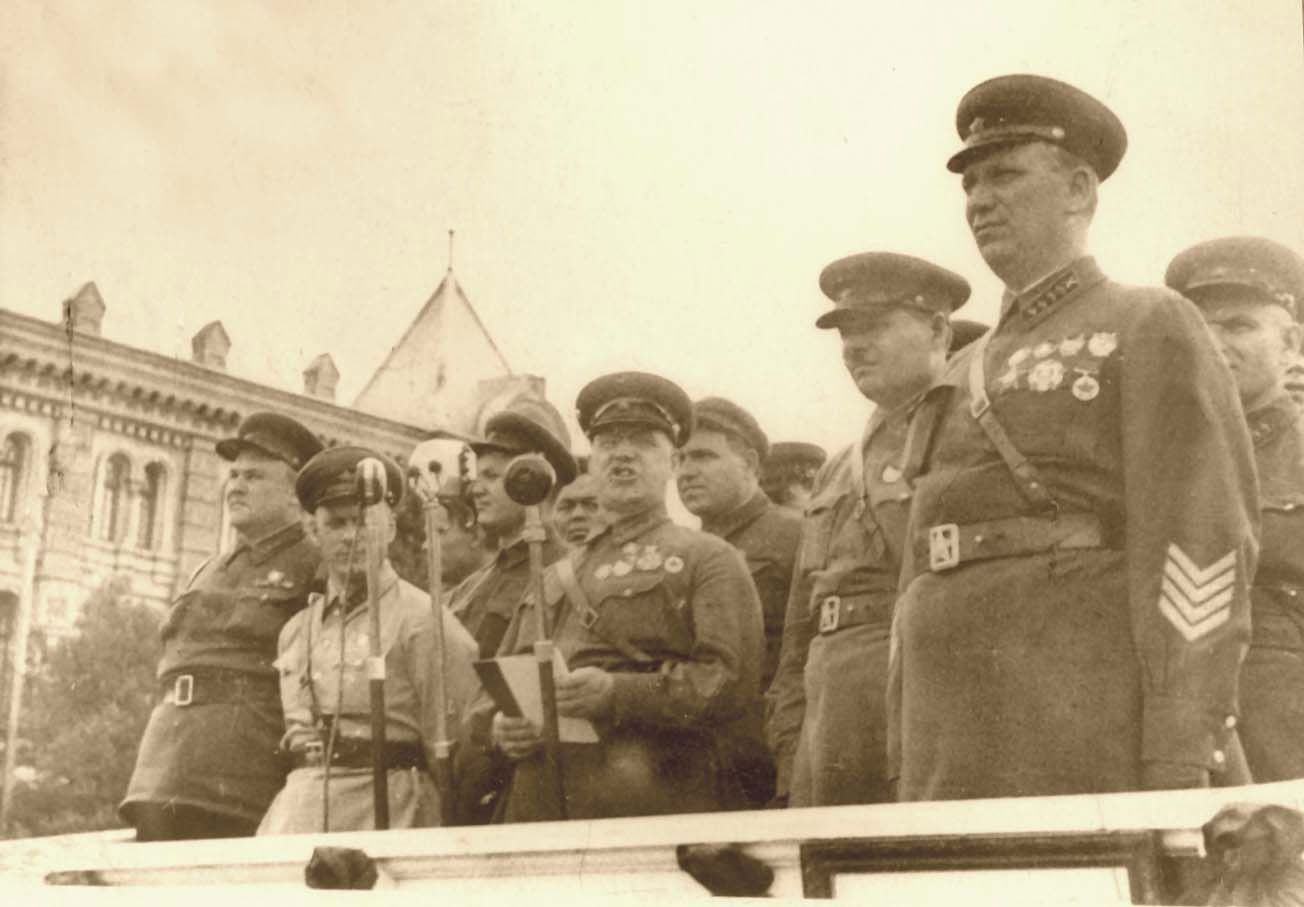
Oficerowie Armii Czerwonej przemawiają do mieszkańców Kiszyniowa z trybuny, 4 lipca 1940 roku

27 czerwca Mołotow oświadczył, że jeśli Rumuni odrzucą żądania sowieckie, to Armia Czerwona przekroczy granicę i dał rumuńskiemu rządowi 24 godziny na odpowiedź na ultimatum. Tego samego dnia rumuński rząd odpowiedział, sugerując, że zgodzi się na „natychmiastowe negocjacje w wielu kwestiach”. Sowieci uważali odpowiedź rządu rumuńskiego za „nieokreśloną”, ponieważ nie zaakceptowano w niej bezpośrednio natychmiastowego przekazania Besarabii i północnej Bukowiny. 27 czerwca w drugim sowieckim ultimatum przedstawiono konkretne ramy czasowe, w których zażądano ewakuacji rządu rumuńskiego z Besarabii i północnej Bukowiny w ciągu czterech dni. Stwierdzono zamiar wkroczenia sowieckiego wojska do besarabskich miast Kiszyniów i Akerman oraz do bukowińskiego miasta Czerniowce.
Rankiem 28 czerwca 1940 roku, za radą Niemiec i Włoch, rząd rumuński, na czele którego stał Gheorghe Tătărescu, pod na wpół autorytarnym wpływem Karola II, zgodził się podporządkować sowieckim żądaniom. Armia Czerwona zajęła jednak także region Herca, część rumuńskiego Starego Państwa, który nie znajdował się ani w Besarabii, ani na Bukowinie. Sowieci oświadczyli, że był to „prawdopodobnie błąd wojskowy”.
Decyzja o przyjęciu sowieckiego ultimatum i rozpoczęciu „wycofywania się” (unikając stosowania słowa cesja) z Besarabii i północnej Bukowiny została podjęta przez Rumuńską Radę Koronną w nocy z 27 na 28 czerwca. Według dziennika króla Karola II, drugie (decydujące) wyniki głosowania były następujące:
- za odrzuceniem ultimatum: Ștefan Ciobanu, Silviu Dragomir, Victor Iamandi, Nicolae Iorga, Traian Pop, Ernest Urdăreanu;
- za przyjęciem ultimatum: Petre Andrei, Constantin Anghelescu, Constantin Argetoianu, Ernest Ballif, Aurelian Bentoiu, Mircea Cancicov, Ioan Christu, Mitiță Constantinescu, Mihail Ghelmegeanu, Ion Gigurtu, Constantin Giurescu, Nicolașe Hortolome (minister obrony), Ion Macovei, Gheorghe Mironescu, Radu Portocală, Mihai Ralea, Victor Slăvescu, Gheorghe Tătărescu (premier), Florea Țenescu (szef Sztabu Generalnego Armii);
- wstrzymał się od głosu: Victor Antonescu.

Tej samej nocy Karol II przekonał również Alexandru Vaida-Voievoda, aby przyjął nominację na ministra. Vaida, wraz ze wszystkimi powyższymi, podpisał ostateczną rekomendację Rady Koronnej, w której Karol II nakazał armii nie stawiać oporu.

### Odwrót sił rumuńskich

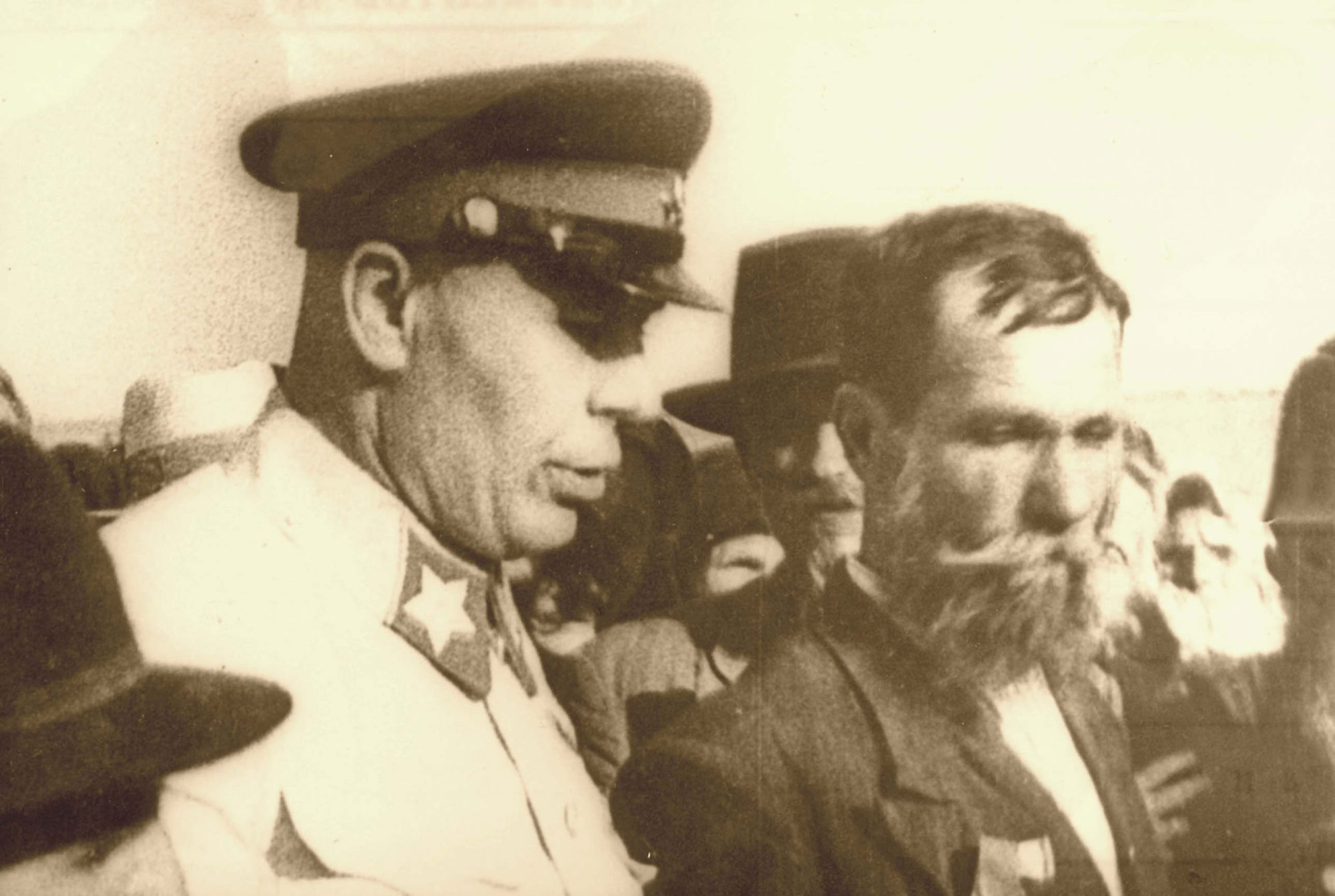
Sowiecki marszałek Siemion Timoszenko w Besarabii

28 czerwca o godz. 9:00 Komunikat nr 25 Sztabu Generalnego Armii Rumuńskiej oficjalnie ogłosił ludności treść ultimatum, jego przyjęcie przez rząd rumuński oraz zamiar ewakuacji wojska i administracji cywilnej za rzekę Prut. Do godziny 14:00 trzy kluczowe miasta (Kiszyniów, Czerniowce i Białogród nad Dniestrem) musiały zostać przekazane Sowietom. Obiekty wojskowe i koszary, budowane w ciągu 20 lat na wypadek sowieckiego ataku, zostały oddane bez walki, a rumuńskiej armii zagrożono surowymi karami, aby upewnić się, że nie będzie strzelała do wkraczających czerwonoarmistów.
We własnej deklaracji skierowanej do miejscowej ludności sowieckie dowództwo głosiło: „Nadeszła wielka godzina wyzwolenia spod jarzma rumuńskich bojarów, właścicieli ziemskich, kapitalistów i Siguranțy”.
Część ludności opuściła anektowane regiony razem z rumuńską administracją. Według rumuńskiego spisu powszechnego z kwietnia 1941 roku łączna liczba uchodźców z ewakuowanych terytoriów wyniosła 68 953, z uwagi na to, że ultimatum nadeszło nieoczekiwanie, wiele osób nie miało czasu na ucieczkę, później zaś odnotowano ponad 70 tys. wniosków o repatriację do Rumunii. Powszechne były przypadki rabowania rumuńskich uchodźców na dworcach przez czerwonoarmistów i funkcjonariuszy NKWD. Z drugiej strony, na początku sierpnia 1940 roku od 112 000 do 149 974 osób opuściło pozostałe terytoria Rumunii i udało się do Besarabii, która była już rządzona przez Sowietów. W liczbie tej byli etniczni Rumunii, lecz zdecydowaną większość stanowili Żydzi, zarówno z Besarabii, jak i ze Starego Państwa, którzy chcieli uciec przed oficjalnie popieranym w Rumunii antysemityzmem.

### Inkorporacja anektowanych terytoriów do Związku Sowieckiego

Rozbiory Rumunii w 1940 roku. Besarabia i północna Bukowina zaznaczone na pomarańczowo-czerwono

Ponieważ Rumunia zgodziła się spełnić sowieckie żądania terytorialne, drugi plan został natychmiast wprowadzony w życie, a Armia Czerwona wkroczyła do Besarabii i północnej Bukowiny rankiem 28 czerwca, nie napotykając oporu ze strony armii rumuńskiej. 30 czerwca Sowieci dotarli do nowej granicy wzdłuż rzeki Prut. 3 lipca granica została całkowicie zamknięta od strony sowieckiej.
Po miesiącu okupacji wojskowej, 2 sierpnia 1940 roku, w głównej części zaanektowanego terytorium utworzono Mołdawską Socjalistyczną Republikę Sowiecką, a mniejsze jego części przekazano sowieckiej Ukrainie. Sześć powiatów Besarabii i niewielkie części pozostałych trzech powiatów wraz z częściami Mołdawskiej ASRS (dawniej części Ukraińskiej SRS), która została wówczas rozwiązana, utworzyły Mołdawską SRS, która stała się jedną z 15 związkowych republik sowieckich. Komisja rządowa pod przewodnictwem Nikity Chruszczowa, szefa Komunistycznej Partii (bolszewików) Ukrainy, przydzieliła Ukraińskiej SRS całą północną Bukowinę, region Herca i większe części rejonów chocimskiego, izmailskiego i białogorodzkiego.
W latach 1940–1941 polityczne prześladowania niektórych kategorii mieszkańców przybrały formę masowych aresztowań, egzekucji i deportacji do wschodnich części Związku Sowieckiego. Według Alexandru Usatiuc-Bulgăra 32 433 osoby otrzymały wyroki na tle politycznym, z czego 8360 zostało skazanych na śmierć lub zmarło w toku brutalnego śledztwa.

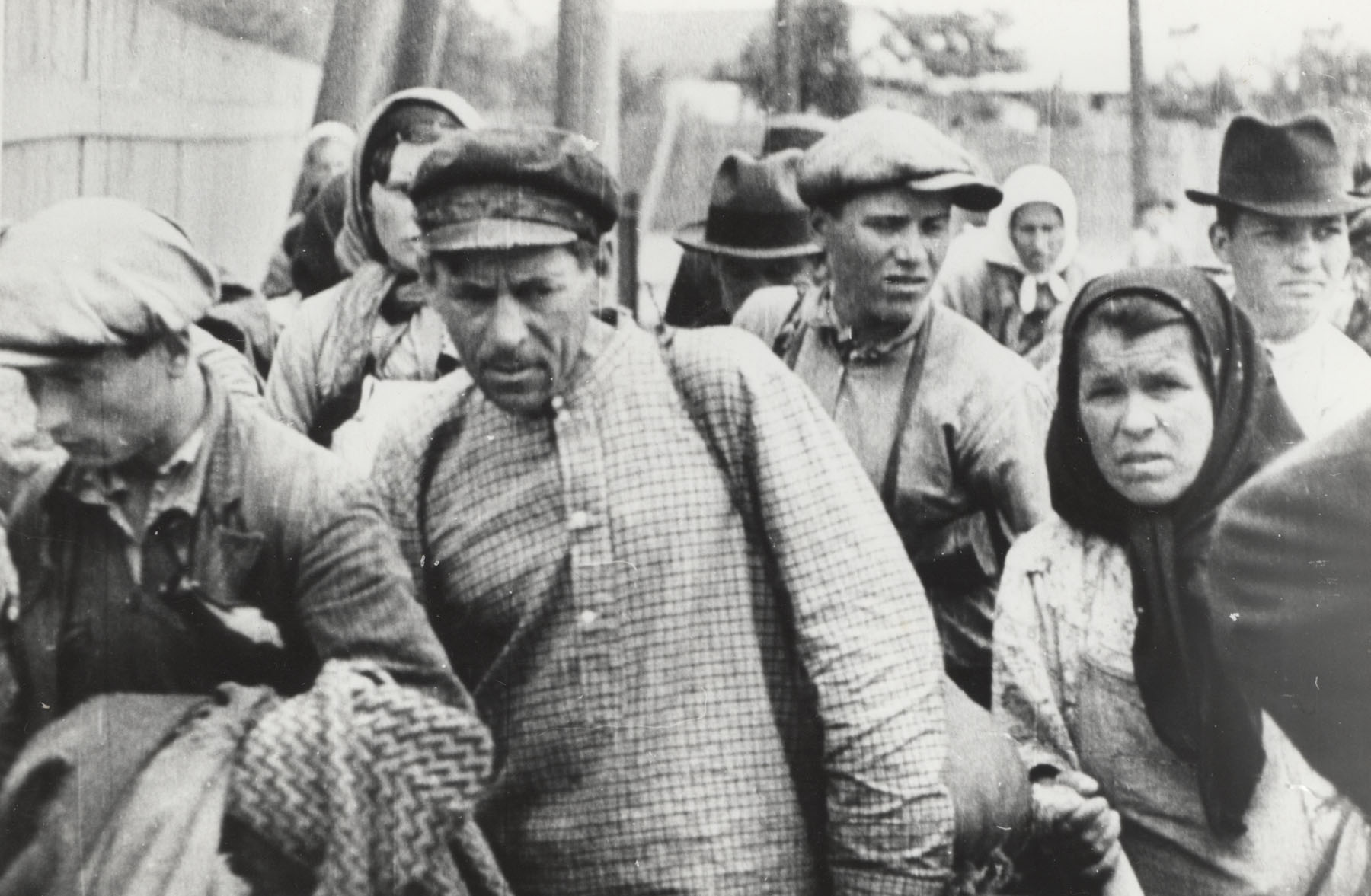
Uchodźcy z okupowanych przez Sowietów terytoriów

Poważne incydenty miały miejsce w północnej Bukowinie, gdzie częste próby sforsowania granicy przez miejscową ludność w kierunku Rumunii powodowały, że sowiecka straż graniczna strzelała do nieuzbrojonej ludności cywilnej. W jednym przypadku, w Starym Wowczyńcu (rum. Fântâna Albă), doprowadziło to do masakry, w której zginęło od 200 do 3000 Rumunów. Do incydentów doszło także po rumuńskiej stronie granicy: około 300 (lub według innych źródeł od 80 do 400) cywilów, w większości Żydów, czekających na wyjazd do kontrolowanej przez Sowietów Besarabii, zostało rozstrzelanych przez rumuńską armię na stacji kolejowej w Gałaczu 30 czerwca 1940 roku.
Instalowaniu sowieckiej administracji towarzyszyły również poważne zmiany w sferze gospodarczej, w miarę postępującej nacjonalizacji średnich i dużych przedsiębiorstw handlowych i przemysłowych. Rząd sowiecki wprowadził również reformę rolną, w wyniku której 229 752 hektary zostały rozparcelowane po 184 715 ubogich gospodarstwach chłopskich, a maksymalną ilość ziemi posiadaną przez jedną rodzinę ograniczono do 20 hektarów na południu Besarabii i 10 hektarów w pozostałych miejscach. W 1941 roku rozpoczęto również przymusową kolektywizację, jednak brak maszyn rolniczych sprawił, że postęp tych działań był bardzo powolny; do połowy roku tylko ok. 3,7% gospodarstw chłopskich znalazło się w kołchozie lub sowchozie. Większość budżetu 1941 roku była przeznaczona na potrzeby społeczne i kulturalne, 20% na służbę zdrowia, a 24% na kampanie społeczne i edukacyjne. Instytut Teologiczny w Kiszyniowie został zamknięty, ale utworzono sześć nowych uczelni wyższych, w tym konserwatorium i politechnikę. Ponadto wynagrodzenia robotników przemysłowych i personelu administracyjnego wzrosły dwu-trzykrotnie w stosunku do płac z okresu rumuńskiego.

## Następstwa

### Reperkusje polityczne w Rumunii

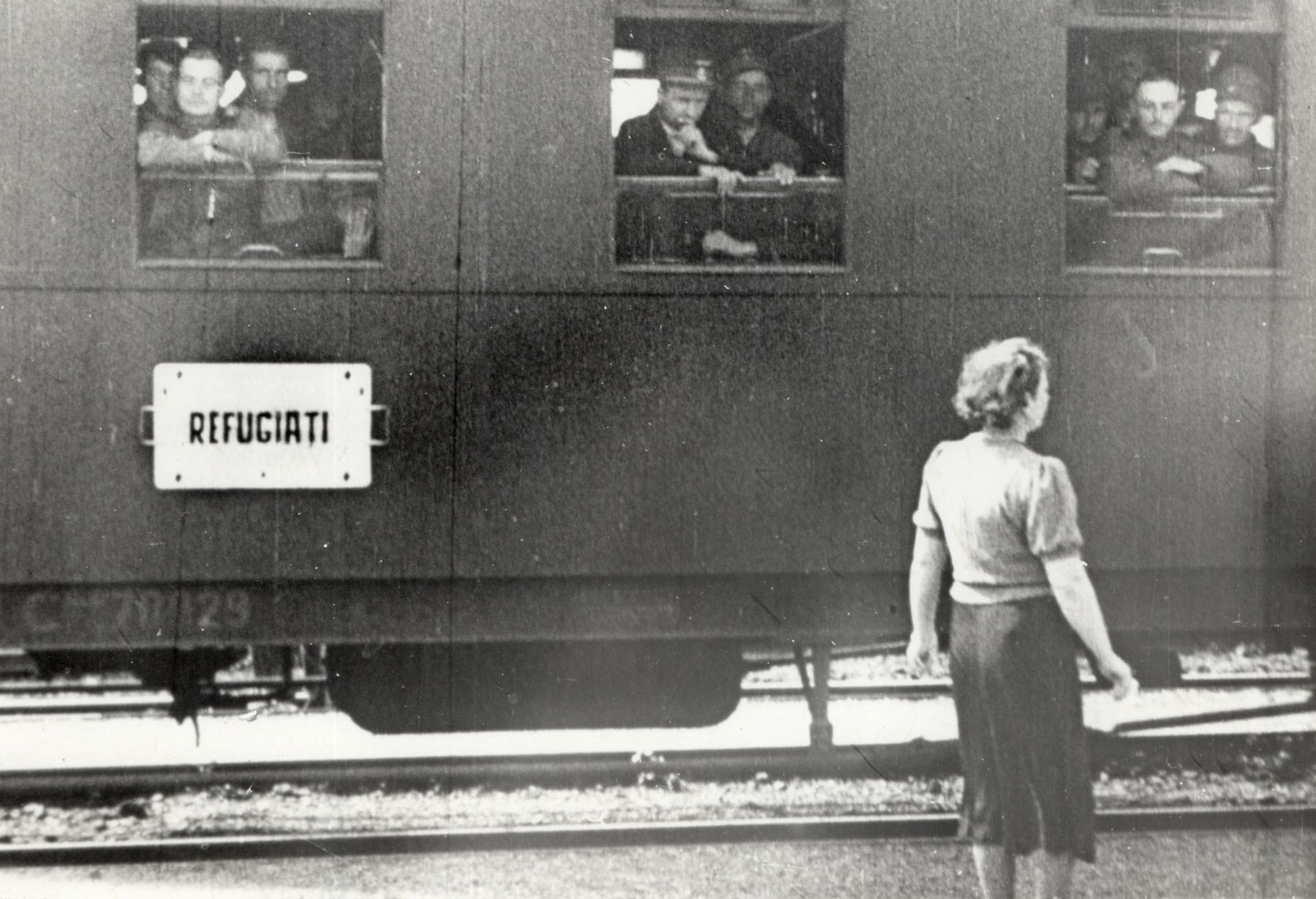
Pociąg z uchodźcami z Besarabii

Zmiany terytorialne z 1940 roku wywołały głęboki smutek i niezadowolenie Rumunów oraz przyśpieszyły spadek popularności reżimu kierowanego przez króla Karola II. Trzy dni po aneksji Rumunia zrzekła się gwarancji anglo-francuskiej z 1939 roku. Nowy rząd Iona Gigurtu, zaprzysiężony 5 lipca, wycofał kraj z Ligi Narodów (11 lipca) i ogłosił chęć przystąpienia do bloku państw Osi (13 lipca). Szereg środków podjętych przez rumuńskiego premiera, w tym oficjalne prześladowania Żydów zainspirowane niemieckimi ustawami norymberskimi w lipcu i sierpniu 1940 roku, nie zdołał odwieść Niemców od decyzji przyznania północnej części Siedmiogrodu Węgrom w drugim arbitrażu wiedeńskim 30 sierpnia 1940 roku.

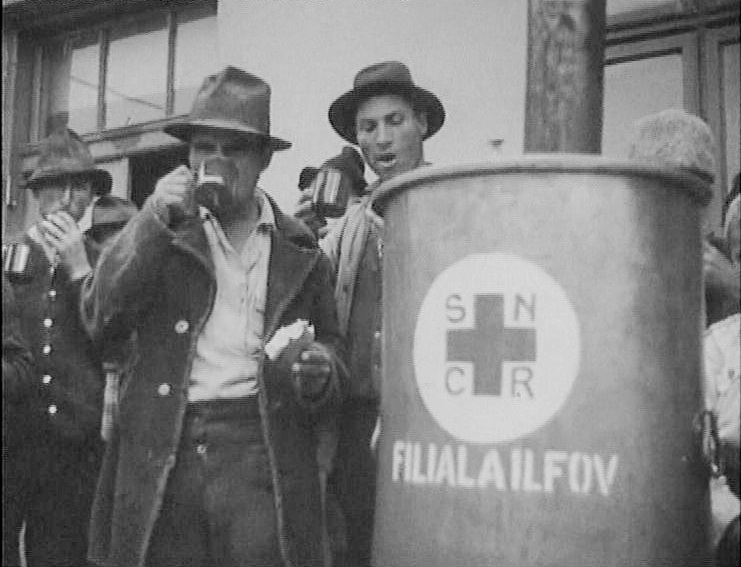
Czerwony Krzyż pomaga uchodźcom w Rumunii. Kadr z rządowej kroniki filmowej

Doprowadziło to do niemal wybuchu powstania w kraju. 5 września król Karol II zaproponował generałowi (późniejszemu marszałkowi) Ionowi Antonescu, szefowi armii, utworzenie nowego rządu. Pierwszym aktem Antonescu jako premiera było zmuszenie króla do abdykacji, po raz czwarty i ostatni, oraz do jego ucieczki z Rumunii. Antonescu zawarł sojusz z pozostałościami Ruchu Legionowego Żelaznej Gwardii (częściowo zniszczonego w 1938 roku), antysemickiej partii faszystowskiej, i przejął władzę 6 września 1940 roku Michał, syn Karola II, zastąpił go na tronie rumuńskim. Kraj został uznany za Narodowe Państwo Legionowe. Od października 1940 do czerwca 1941 roku do Rumunii wkroczyło około 550 000 żołnierzy niemieckich. W listopadzie Antonescu przyłączył się do Paktu trzech, który związał militarnie Rumunię z Niemcami, Włochami i Japonią. W styczniu 1941 roku Ruch Legionowy podjął próbę zamachu stanu, który nie powiódł się i tylko umocnił Antonescu u władzy, za zgodą Hitlera. Junta wojskowa Antonescu (1940–1944) nie dopuszczała działalności partii politycznych i demokratycznych wyborów, a jedynie dokooptowała kilku pojedynczych cywilów do rządu.
Chęć odzyskania utraconych terytoriów na wschodzie była decydującym czynnikiem, który doprowadził do przystąpienia Rumunii do II wojny światowej po stronie Osi przeciwko Związkowi Sowieckiemu w 1941 roku.

### Powrót władz rumuńskich do Besarabii i administracja wojenna

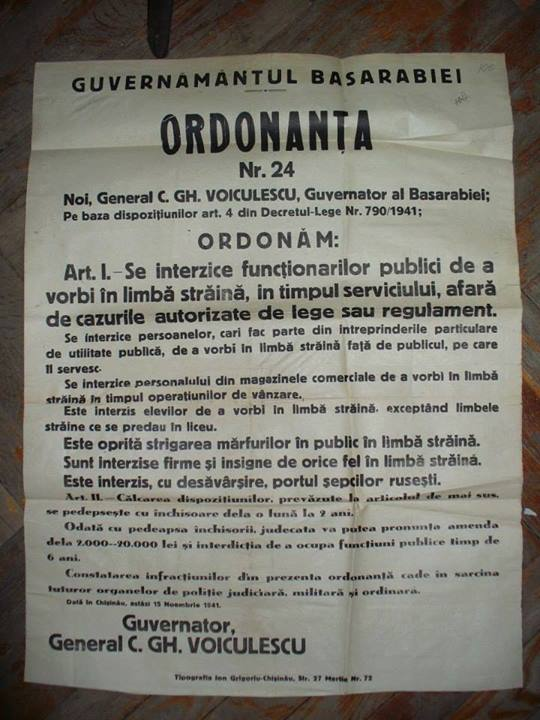
Rozporządzenie wojskowe zabraniające używania języków obcych i noszenia „rosyjskich czapek” w Besarabii z 15 listopada 1941 roku

22 czerwca 1941 roku Rumunia wzięła udział wraz z Węgrami i Włochami w niemieckiej inwazji na Związek Sowiecki po stronie państw Osi w celu odzyskania Besarabii i Bukowiny. Dokonano tego do 26 lipca 1941 roku Król Rumunii Michał, jego matka Helena i Mihai Antonescu dołączyli do ceremonii otwarcia monumentalnej Wieży Wyzwolenia w Ghidighici 1 listopada 1942 roku.
27 lipca 1941 roku, pomimo sprzeciwu społecznego, rumuński dyktator wojskowy, Ion Antonescu, nakazał armii rumuńskiej kontynuowanie ofensywy na wschód, rzucając swoje oddziały do walki pod Odessą, na Krymie, pod Stalingradem i na Kaukazie. Od końca 1941 do początku 1944 roku Rumunia okupowała i administrowała regionem pomiędzy Dniestrem a południowym Bugiem, znanym jako Naddniestrze, a także obwodem odeskim.
Na fali nasilającego się od końca lat trzydziestych XX wieku antysemityzmu w Rumunii rząd Iona Antonescu oficjalnie przyjął mit żydowskiego bolszewizmu, na mocy którego Żydzi byli odpowiedzialni za straty terytorialne, jakie Rumunia poniosła latem 1940 roku. Rząd rumuński w porozumieniu z Niemcami rozpoczął kampanię mającą na celu „oczyszczenie” odzyskanych terenów poprzez deportację i/lub zabicie Żydów z Bukowiny i Besarabii, którzy nie uciekli w głąb ZSRS, zanim Rumunia odzyskała te tereny w lipcu 1941 roku. Tylko w 1941 roku wojska rumuńskie i niemieckie zabiły w Besarabii i na Bukowinie od 45 do 60 tysięcy Żydów. Ocalali Żydzi zostali szybko zgromadzeni w tymczasowych gettach, a następnie od 154 449 do 170 737 deportowano do Naddniestrza; tylko 49 927 z nich wciąż żyło 16 września 1943 roku. Zaledwie 19 475 Żydów z Bukowiny i okręgu Botoszany przeżyło na tych terenach w latach 1941–1944 bez deportacji, większość z nich w Czerniowcach. Jednostki rumuńskiej żandarmerii uczestniczyły również, wraz z wojskami niemieckimi i lokalną milicją, w niszczeniu społeczności żydowskiej w Naddniestrzu, mordując od 115 000 do 180 000 miejscowych Żydów.

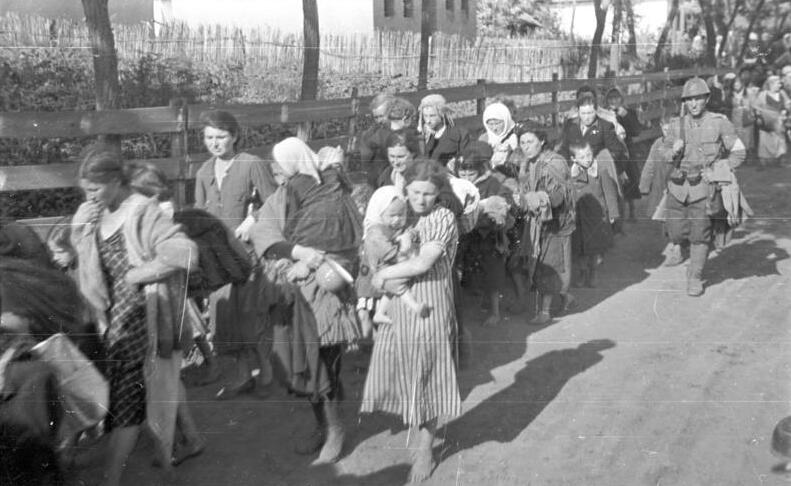
Żydzi deportowani do obozów koncentracyjnych przez armię rumuńską

W latach 1941–1944 do rumuńskiej armii wcielono wielu młodych mężczyzn z Besarabii i północnej Bukowiny. Od lutego do sierpnia 1944 roku w regionie tym toczyły się działania wojenne, gdy Rumunia próbowała uchronić odzyskane terytorium przed ponownym wcieleniem do Związku Sowieckiego. Ogółem w czasie II wojny światowej armia rumuńska straciła 475 070 żołnierzy na froncie wschodnim, z czego 245 388 zginęło w akcji, zaginęło lub zmarło w szpitalach, a 229 682 (według sowieckich dokumentów archiwalnych) zostało wziętych do niewoli przez Armię Czerwoną, z tego 187 367 było więzionych w obozach NKWD (22 kwietnia 1956 roku 54 612 uznano za zmarłych w niewoli, a 132 755 za zwolnionych), 27,8 tys. w przyfrontowych obozach Armii Czerwonej, 14 515 zakwalifikowano jako Mołdawian i zwolniono wkrótce po przejściu frontu .

### Przywrócenie administracji sowieckiej

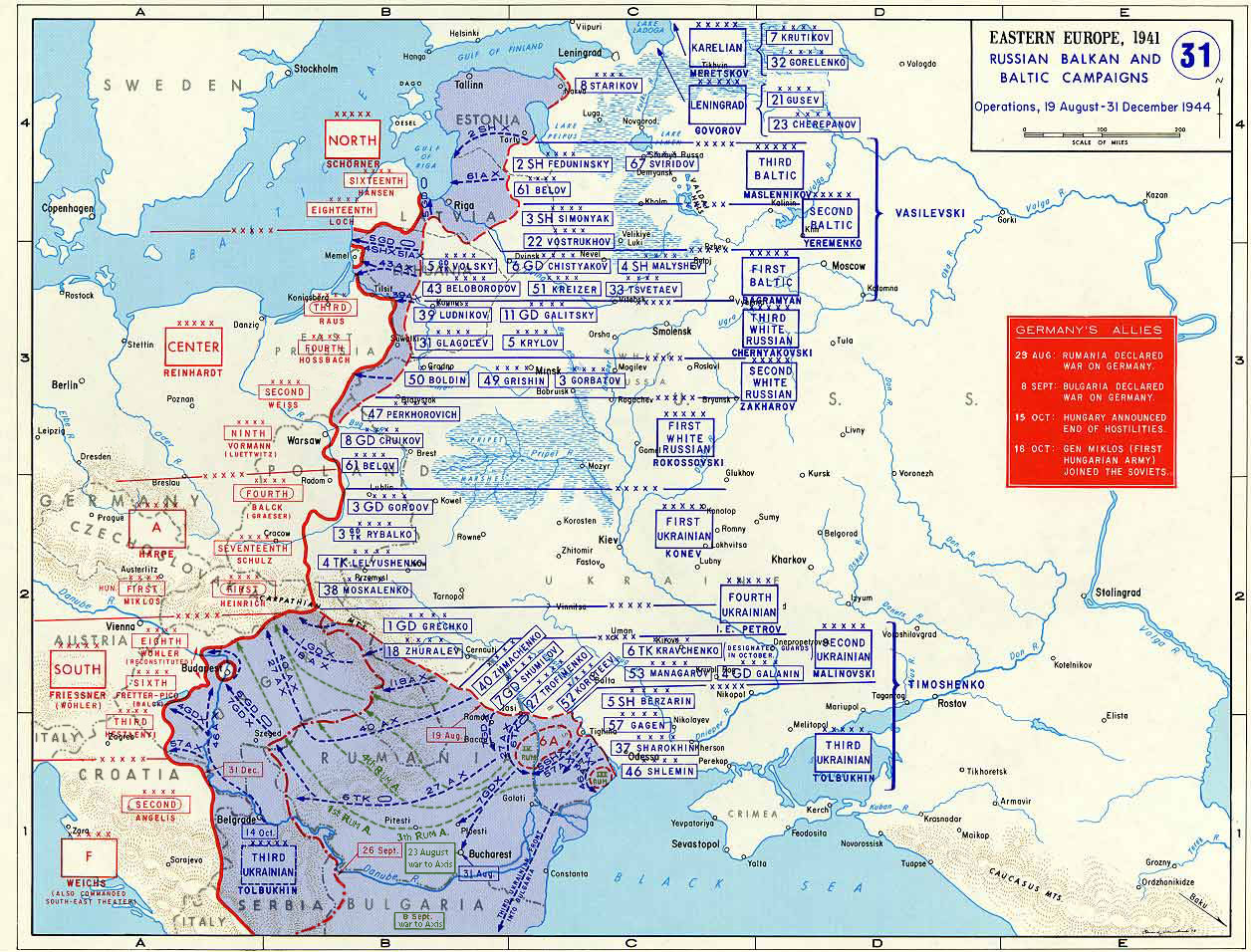
Operacje Armii Czerwonej od 19 sierpnia do 31 grudnia 1944 roku

Na początku 1944 roku Związek Sowiecki stopniowo przejmował terytorium Rumunii w ramach operacji umańsko-botoszańskiej i jasko-kiszyniowskiej. 23 sierpnia 1944 roku, gdy wojska sowieckie posuwały się naprzód, a front wschodni znalazł się na terytorium Rumunii, zamach stanu pod przywództwem króla Michała, przy wsparciu polityków opozycji i armii, obalił dyktaturę Antonescu, doprowadził do zaprzestania działań zbrojnych przeciwko aliantom, a następnie postawił Rumunię po ich stronie. W dniach bezpośrednio po przewrocie, z tej przyczyny, że rumuńska akcja była jednostronna i nie uzgodniono zawieszenia broni z mocarstwami sprzymierzonymi, Armia Czerwona nadal traktowała wojska rumuńskie jak wroga, a te w zamieszaniu nie stawiały im oporu. W konsekwencji Sowieci wzięli dużą liczbę rumuńskich żołnierzy jako jeńców wojennych po krótkiej lub bez żadnej walki. Niektórzy z tych jeńców urodzili się w Besarabii. Michał zgodził się na radzieckie warunki, a Rumunia została zajęta przez Armię Czerwoną.
Od sierpnia 1944 do maja 1945 roku około 300 000 ludzi z Besarabii i północnej Bukowiny zostało wcielonych do Armii Czerwonej i wysłanych do walki z Niemcami w ostatnich operacjach II wojny światowej w Europie.
W 1947 roku w ramach Pokoju paryskiego komunistyczna Rumunia i Związek Sowiecki podpisały traktat graniczny potwierdzający granicę ustaloną w 1940 roku. Kilka niezamieszkanych wysp w delcie Dunaju oraz Wyspa Wężowa, niewymienione w traktacie, zostały scedowane z Rumunii do ZSRS w 1948 roku.

## Konsekwencje społeczne i kulturowe

Mapa etniczna międzywojennej Rumunii (spis powszechny 1930 roku)

W momencie okupacji sowieckiej w anektowanych regionach mieszkało łącznie 3 776 309 mieszkańców. Według rumuńskich oficjalnych statystyk rozkład etniczny tej ludności był następujący: Rumuni (53,49%), Ukraińcy i Rusini (15,3%), Rosjanie (10,34%), Żydzi (7,27%), Bułgarzy (4,91%), Niemcy (3,31%), inni (5,12%).

### Migracje ludności

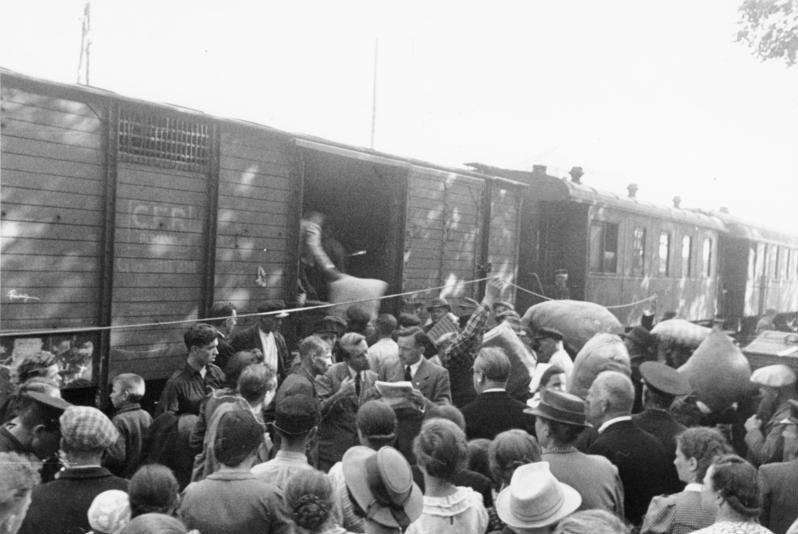
Ponowne osiedlanie się Volksdeutschów po zniesieniu sowieckiej okupacji Besarabii w 1941 roku

Podczas sowieckiej okupacji w 1940 roku na wniosek rządu niemieckiego repatriowano etnicznych Niemców z Besarabii (82 000) i z Bukowiny (40 000–45 000). Część z nich została przymusowo osiedlona przez hitlerowców w okupowanej przez Niemców Polsce i musiała się ponownie przenieść w latach 1944–1945. Osoby dotknięte przesiedleniem nie były prześladowane, ale nie dano im wyboru pomiędzy pozostaniem na miejscu lub wyjazdem i musieli zmienić całe swoje źródło utrzymania w ciągu tygodni, a nawet dni.

### Deportacje i represje polityczne
Deportacje miejscowej ludności ze względu na przynależność do inteligencji, kułaków lub posiadających antysowieckie poglądy nacjonalistyczne miały miejsce w latach 1940–1941 i 1944–1951. Deportacje dotknęły wszystkie lokalne grupy etniczne: Rumunów, Ukraińców, Rosjan, Żydów, Bułgarów, Gagauzów. Do znaczących deportacji doszło zwłaszcza w trzech głównych rzutach. Według Alexandru Usatiuc-Bulgăra 29 839 osób deportowano na Syberię 13 czerwca 1941 roku. W sumie w pierwszym roku sowieckiej okupacji co najmniej 86 604 osoby z Besarabii, północnej Bukowiny i regionu Herca zostały poddane represjom politycznym. Jest to liczba zbliżona do obliczonej przez rosyjskich historyków na podstawie dokumentów w archiwach moskiewskich, wynoszącej ok. 90 000 osób represjonowanych (aresztowanych, straconych, deportowanych lub skierowanych do pracy przymusowej) w pierwszym roku okupacji sowieckiej. Większa część tej liczby (53 356) to robotnicy przymusowi rozesłani po całym Związku Sowieckim.
Na podstawie powojennych statystyk mołdawski historyk Igor Cașu wykazał, że około 50% deportowanych stanowili Mołdawianie/Rumuni, a resztę Żydzi, Rosjanie, Ukraińcy, Gagauzi, Bułgarzy i Romowie. Biorąc pod uwagę skład etniczny regionu, konkluduje, że przedwojenne i powojenne represje nie były wymierzone w żadną konkretną grupę etniczną lub narodową, ale można je określić jako „ludobójstwo” lub „zbrodnię przeciwko ludzkości”. Deportacje w 1941 roku były wymierzone w „elementy antysowieckie” i obejmowały byłych przedstawicieli rumuńskiej administracji państwowej (policjanci, żandarmi, strażnicy więzienni, urzędnicy), właścicieli ziemskich, kupców, byłych oficerów armii rumuńskiej, polskiej i carskiej oraz uciekinierów ze Związek Sowieckiego sprzed 1940 roku. Kułacy stali się głównymi celami represji dopiero w okresie powojennym. Zanim udostępniono archiwa sowieckie, R. J. Rummel oszacował, że w latach 1940–1941 od 200 000 do 300 000 Rumunów z Besarabii było prześladowanych, wysłanych do obozów pracy przymusowej lub deportowanych wraz z całą rodziną, z których przypuszczalnie zginęło od 18 000 do 57 000.

### Prześladowania religijne
Po ustanowieniu administracji sowieckiej życie religijne Besarabii i północnej Bukowiny przechodziło prześladowania podobne do tych, jakie miały miejsce w ZSRS w okresie międzywojennym. W pierwszych dniach okupacji niektóre grupy ludności z zadowoleniem przyjęły władzę sowiecką, a część z nich dołączyła do nowo utworzonych, sowieckich struktur, w tym NKWD. To ostatnie wykorzystało tych entuzjastycznie nastawionych miejscowych do znalezienia i aresztowania wielu duchownych. Wielu księży zostało aresztowanych bezpośrednio przez NKWD; byli przesłuchani, deportowani w głąb Związku Sowieckiego, a wielu zabito. Badania historyczne na ten temat są wciąż na wczesnym etapie. Od 2007 roku Rumuński Kościół Prawosławny uznał męczeństwo około 50 duchownych, którzy zginęli w pierwszym roku rządów sowieckich w Besarabii i na Bukowinie (1940–1941).

## Późniejsze oceny

### W Związku Sowieckim i w Rosji
W latach 1940–1989 władze ZSRS opisywały wydarzenia z 28 czerwca 1940 roku jako „wyzwolenie”, a sam dzień był świętem narodowym sowieckiej Mołdawii. We wczesnej historiografii sowieckiej łańcuch wydarzeń, który doprowadził do powstania Mołdawskiej SRS, został opisany jako „wyzwolenie narodu mołdawskiego spod 22-letniej okupacji przez bojarską Rumunię”. Sowieccy autorzy bardzo szczegółowo opisali sceny, jak mieszkańcy Besarabii radośnie przyjmowali Armię Czerwoną, budowali bramy powitalne z czerwonymi flagami i wyzwalali uwięzionych komunistów z więzień rumuńskiej tajnej policji Siguranța. Przekonania te są wciąż żywe w Federacji Rosyjskiej; jeszcze w 2010 roku rosyjski analityk polityczny Leonid Mleczin stwierdził, że termin okupacja nie jest adekwatny do wydarzeń z 1940 roku, że „była to raczej aneksja części terytorium Rumunii”. Inne stanowisko zajmuje opozycyjny historyk Borys Sokołow, który nazywa zajęcie Besarabii i północnej Bukowiny przez Armię Czerwoną okupacją.

### W Mołdawii przed niepodległością
W dniach 26–28 czerwca 1991 roku w Kiszyniowie odbyła się międzynarodowa konferencja „Pakt Ribbentrop–Mołotow i jego konsekwencje dla Besarabii”, w której wzięli udział tacy historycy, jak Nicholas Dima, Kurt Treptow, Dennis Diletant, Michael Mikelson, Stephen Bowers, Lowry Wymann, Michael Bruchisa, obok historyków mołdawskich, z pozostałej części ZSRS i rumuńskich. Przyjęto nieformalną Deklarację z Kiszyniowa, zgodnie z którą Pakt Ribbentrop–Mołotow i jego tajny protokół „stanowiły apogeum współpracy pomiędzy Związkiem Sowieckim i nazistowskimi Niemcami, a po tych porozumieniach Besarabia i północna Bukowina zostały zajęte przez Armię Czerwoną 28 czerwca 1940 roku, w wyniku notatek końcowych skierowanych do rządu rumuńskiego”. Aktom tym nadano charakter „brzemiennej manifestacji imperialistycznej polityki aneksji i dyktatu, bezwstydnej agresji przeciwko suwerenności (…) państw sąsiednich, członków Ligi Narodów. Stalinowska agresja stanowiła poważne naruszenie norm prawnych postępowania państw w stosunkach międzynarodowych, zobowiązań przyjętych na mocy Paktu Brianda-Kelloga z 1928 roku oraz londyńskiej Konwencji o określeniu napaści z 1933 roku”. W Deklaracji stwierdzono, że „Pakt i tajny protokół są prawnie nieważne ab initio, a ich konsekwencje muszą zostać wyeliminowane”. W tym drugim przypadku wezwano do „rozwiązań politycznych, które doprowadziłyby do eliminacji aktów niesprawiedliwości i nadużyć popełnianych z użyciem siły, dyktatu i aneksji, (...) [rozwiązań] w pełnej zgodzie z zasadami Aktu końcowego z Helsinek i Paryskiej Karty Nowej Europy”.

### Stany Zjednoczone
28 czerwca 1991 roku Senat Stanów Zjednoczonych przegłosował rezolucję przedłożoną przez senatorów Jesse Helmsa i Larry’ego Presslera, członków Senackiej Komisji ds. Stosunków Międzynarodowych, która zaleciła rządowi USA:
- poprzeć prawo do samostanowienia ludności Mołdawii i północnej Bukowiny, okupowanej przez Sowietów, oraz przygotować projekt decyzji w tej sprawie;
- wspierać przyszłe wysiłki rządu Mołdawii w celu wynegocjowania, jeśli sobie tego życzy, pokojowego zjednoczenia Mołdawii i północnej Bukowiny z Rumunią, zgodnie z postanowieniami protokołu besarabskiego, z poszanowaniem istniejących norm prawa międzynarodowego i Artykułu 1 Aktu końcowego z Helsinek.

W punktach tej uchwały Senatu stwierdzono m.in., że „(…) Siły Zbrojne Związku Sowieckiego najechały Królestwo Rumunii i zajęły wschodnią Mołdawię, północną Bukowinę i region Herca. (...) Aneksja została przygotowana wcześniej w tajnym porozumieniu do traktatu o nieagresji podpisanego przez rządy Związku Sowieckiego i Rzeszy Niemieckiej 23 sierpnia 1939 roku. (...) W latach 1940–1953 setki tysięcy Rumunów z Mołdawii i północnej Bukowiny zostały deportowane przez ZSRS do Azji Środkowej i na Syberię (…)”.

### Współczesna Mołdawia

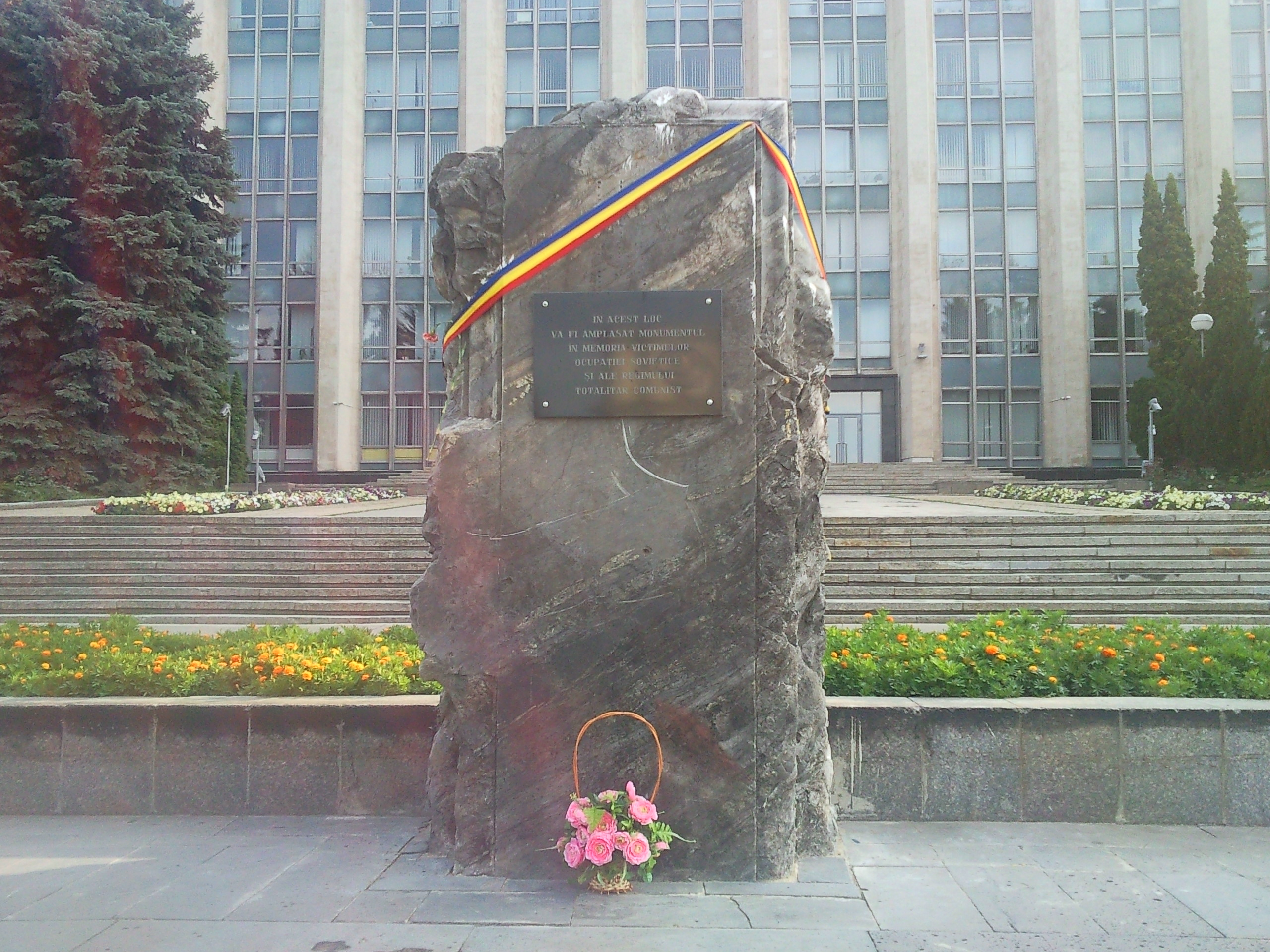
Pomnik Ofiar Komunizmu przed mołdawskim parlamentem, odsłonięty w rocznicę inwazji, 28 czerwca 2010 roku

Mihai Ghimpu, p.o. prezydenta Mołdawii w 2010 roku, ogłosił dzień 28 czerwca Dniem Pamięci Okupacji Sowieckiej. Posunięcie to spotkało się z dezaprobatą mołdawskiej klasy politycznej i skutkowało wezwaniem do uchylenia dekretu ze strony koalicji rządzącej, a ze strony partii opozycyjnych nawet do dymisji Ghimpu. Dorin Chirtoacă, mer Kiszyniowa i członek tej samej partii, do której należał Ghimpu, w geście poparcia dla stanowiska p.o. prezydenta, nakazał wzniesienie Pomnika Ofiar Komunizmu na Placu Zgromadzenia Narodowego, przed budynkiem parlamentu, gdzie kiedyś stał pomnik Lenina. Członkowie koalicji rządzącej przekonywali, że na taki dekret nie nadszedł jeszcze czas i tylko pomoże on komunistom zdobyć więcej głosów. Jednak Mołdawska Akademia Nauk oświadczyła, że „wobec niedawnych nieporozumień dotyczących [interpretacji wydarzeń z] 28 czerwca 1940 roku […] musimy podjąć działania i informować opinię publiczną o poglądach środowiska akademickiego”. Akademia oświadczyła: „Dokumenty archiwalne i badania historyczne międzynarodowych ekspertów pokazują, że aneksja Besarabii i północnej Bukowiny została zaprojektowana przez dowództwo sowieckie jako wojskowa okupacja tych terenów. Rozporządzenie p.o. prezydenta Mihaia Ghimpu odzwierciedla co do zasady prawdę historyczną”.
30 czerwca 2010 roku rząd Vlada Filata zadecydował o utworzeniu Muzeum Ofiar Komunizmu, które premier Mołdawii otworzył osobiście 6 lipca 2010 roku.